# Maple Plain (Minnesota)
Maple Plain est une ville américaine située dans le Comté de Hennepin, dans le Minnesota. Selon le recensement de 2010, sa population est de 1 768 habitants.